# Esther Arrojería
Esther Arrojeria Arantzazistroke, más conocida como Esther Arrojeria, (Usúrbil, 11 de febrero de 1994) es una jugadora de balonmano española que juega de central en el Balonmano Bera Bera de la Liga Guerreras Iberdrola. Es internacional con la selección femenina de balonmano de España.
Su primer gran campeonato con la selección fue el Campeonato Europeo de Balonmano Femenino de 2022.

## Palmarés

### Bera Bera
- División de Honor femenina de balonmano (10): 2013, 2014, 2015, 2016, 2018, 2020, 2021, 2022, 2024, 2025[4]
- Copa de la Reina de balonmano (7): 2013, 2014, 2016, 2019, 2023, 2024, 2025
- Supercopa de España femenina de balonmano (7): 2013, 2014, 2015, 2016, 2017, 2019 y 2022
- Supercopa Iberíca (2): 2023, 2024

### Individuales
- Medalla e Insignia de Plata de la RFEBM (2025)[5]
- MVP Liga Guerreras Iberdrola 2024/25[6]

## Clubes
| Club                | País   | Año         |
| ------------------- | ------ | ----------- |
| Balonmano Bera Bera | España | 2012 - Act. |